# Кватроченто
Кватроче́нто, также кваттроченто (итал. quattrocento, — четыреста, а также четырёхсотые годы, то есть «1400-е годы») — общепринятое обозначение эпохи итальянского искусства XV века, соотносимой с периодом Раннего Возрождения (1420-е — ок. 1500).

## Характеристика
В отличие от Проторенессанса (то есть дученто — 1200-е годы и треченто — 1300-е годы) итальянские художники в это время стали вкладывать христианское содержание в новые формы, отчасти почерпнутые ими в античном искусстве.
В период итальянского кватроченто впервые стремление к учёности, образованности (ренессансный гуманизм) соединились с попытками овладения формами античного искусства. Ранее остатки античности были у людей средневековья перед глазами, но они их как бы не замечали. Контаминация содержания и формы стала происходить именно в Италии в период кватроченто. Художники и писатели-гуманисты увидели свой идеал в формах античного искусства. Одновременно происходила гуманизация христианской идеологии и эстетики.
Возрождалась философия неоплатоников, «La Vita Nuova» по Данте. Именно к этому времени относится трактат Дионисия Картузианца «О прелести мира и красоте Божией» (De venustate mundi et pulchritudine Dei). Подражание природе стало восприниматься как «подражание древним» (итал. modi antichi). Прекрасное в жизни и в искусстве обожествлялось и провозглашалось «святейшей красотой» (лат. sacrosancta venustas). Писатель-гуманист Лоренцо Валла предлагал «объединить требования религиозной реформы с восстановлением классической традиции».
Новое искусство формировалось в Тоскане и в её столице Флоренции. Зачинателем ренессансной архитектуры во Флоренции был Филиппо Брунеллески, скульптуры — Донателло. Однако во Флоренции почти не сохранилось античных памятников. Поэтому ключевым событием периода кватроченто стало путешествие Брунеллески и Донателло в Рим (предположительно в 1402 году). Другие выдающиеся архитекторы эпохи — Леон Баттиста Альберти — автор важного трактата De Re Aedificatoria, Микелоццо ди Бартоломео. Среди скульпторов стоит отметить, помимо Донателло — Лоренцо Гиберти, позже — Андреа дель Верроккьо.
Это было время творчества выдающихся фрескистов и живописцев — Пьеро делла Франческа, Боттичелли, Мазаччо, отца и сыновей Беллини (Якопо, Джентиле и Джованни), Пинтуриккьо, Фра Анжелико, Пьетро Перуджино, Доменико Гирландайо и многих других.
В начале XVI века центр Возрождения переместился в Рим.